# Krešimir Georgijević
Krešimir Georgijević (Nova Gradiška, 5. siječnja 1907. – Beograd, 14. listopada 1975.), hrvatski književni povjesničar i prevoditelj.

## Životopis
Rođen u Novoj Gradišci. Diplomirao je u Zagrebu na Filozofskom fakultetu. U Pragu je doktorirao disertacijom Adam Mickiewicz i srpskohrvatska narodna pjesma. Bavio se poviješću starije i novije hrvatske književnosti. Namještenje je dobio u Beogradu gdje je postao redoviti profesor hrvatske književnosti na Filozofskom fakultetu. Prevodio je s češkoga, slovačkog i poljskog jezika.

## Djela
Važnija djela:
- Novija hrvatska komedija (1934.), autor
- Savremene poljske pripovetke, urednik antologije i predgovora (1935.)
- Čapekova knjiga, urednik antologije i predgovora (1939.)
- Antologija savremenih hrvatskih pripovedača, urednik antologije i predgovora (1940.)
- Hrvatska književnost od XVI do XVIII stoljeća u sjevernoj Hrvatskoj i Bosni (1969.)